# 鉤爪
鉤爪（かぎづめ、英：claw）は、動物の肢の先端において、根元から先にかけて内側に湾曲した爪のこと。狭義では哺乳類の爪の形態の一つであるが、それと同じような構造をした脊椎動物全般の爪をいうことが多く、爬虫類や鳥類などの爪も鉤爪である。昆虫などの節足動物のかぎ状の爪も、鉤爪と呼ばれる場合がある。

## 脊椎動物の爪

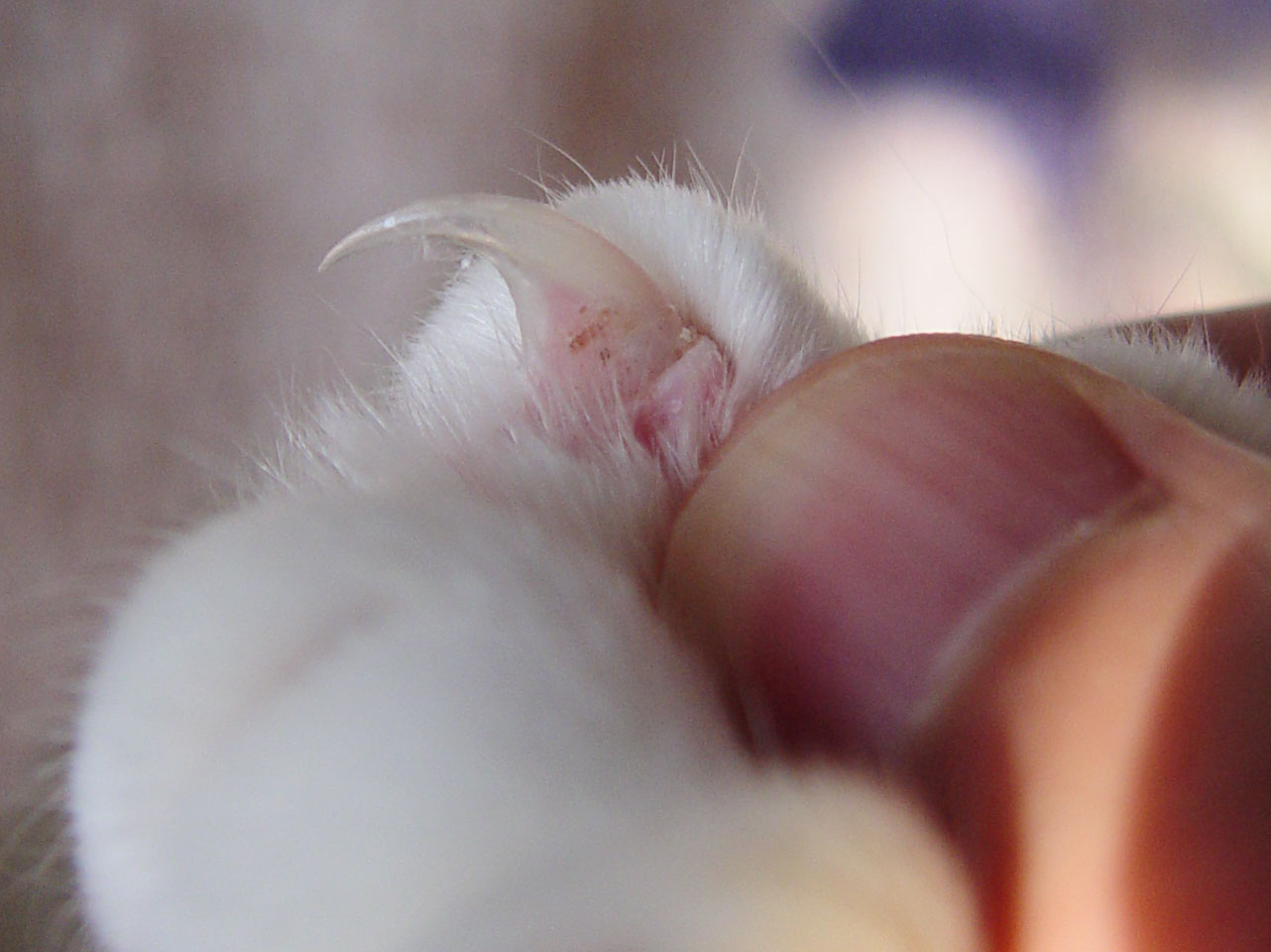
ネコの鉤爪

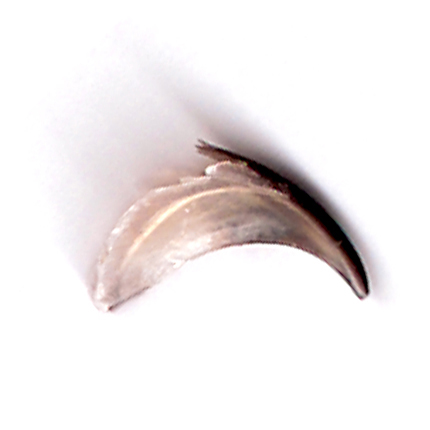
猫の爪鞘。猫の鉤爪は層状になっており古い層は噛んだり使っているうちに剥がれて鋭くなるようになっている。

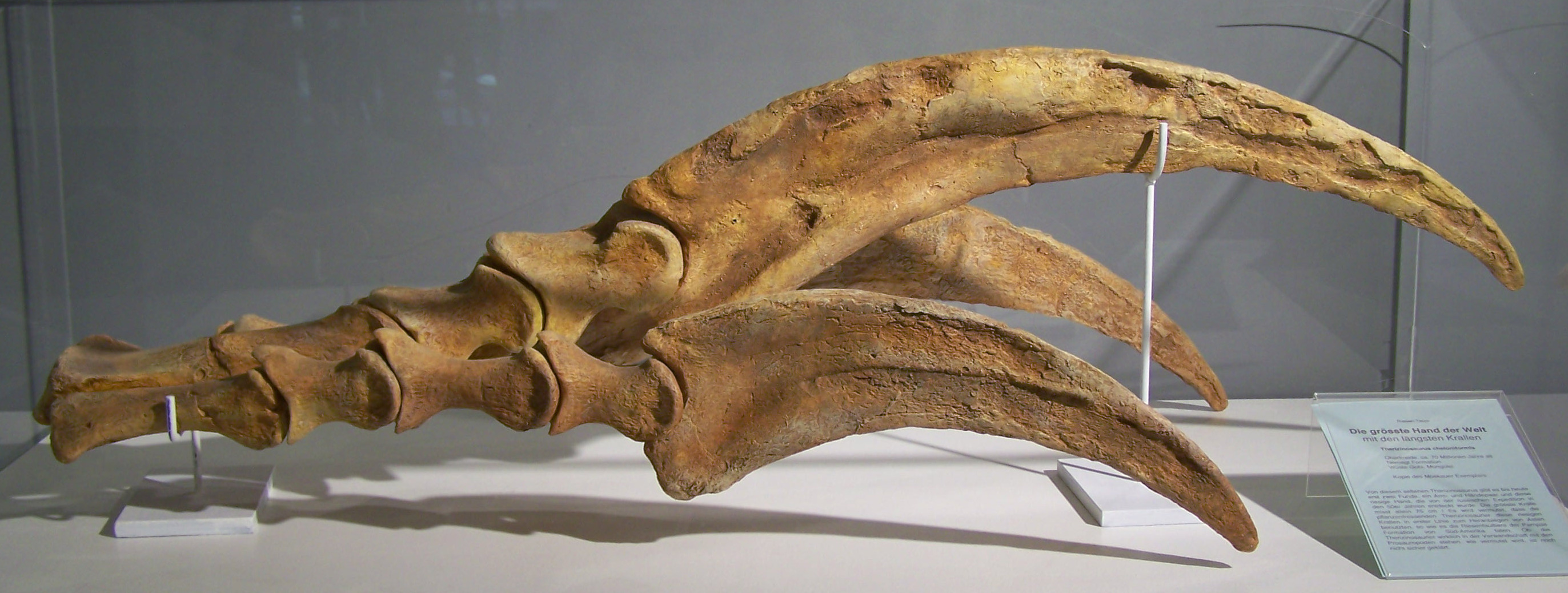
テリジノサウルスの爪

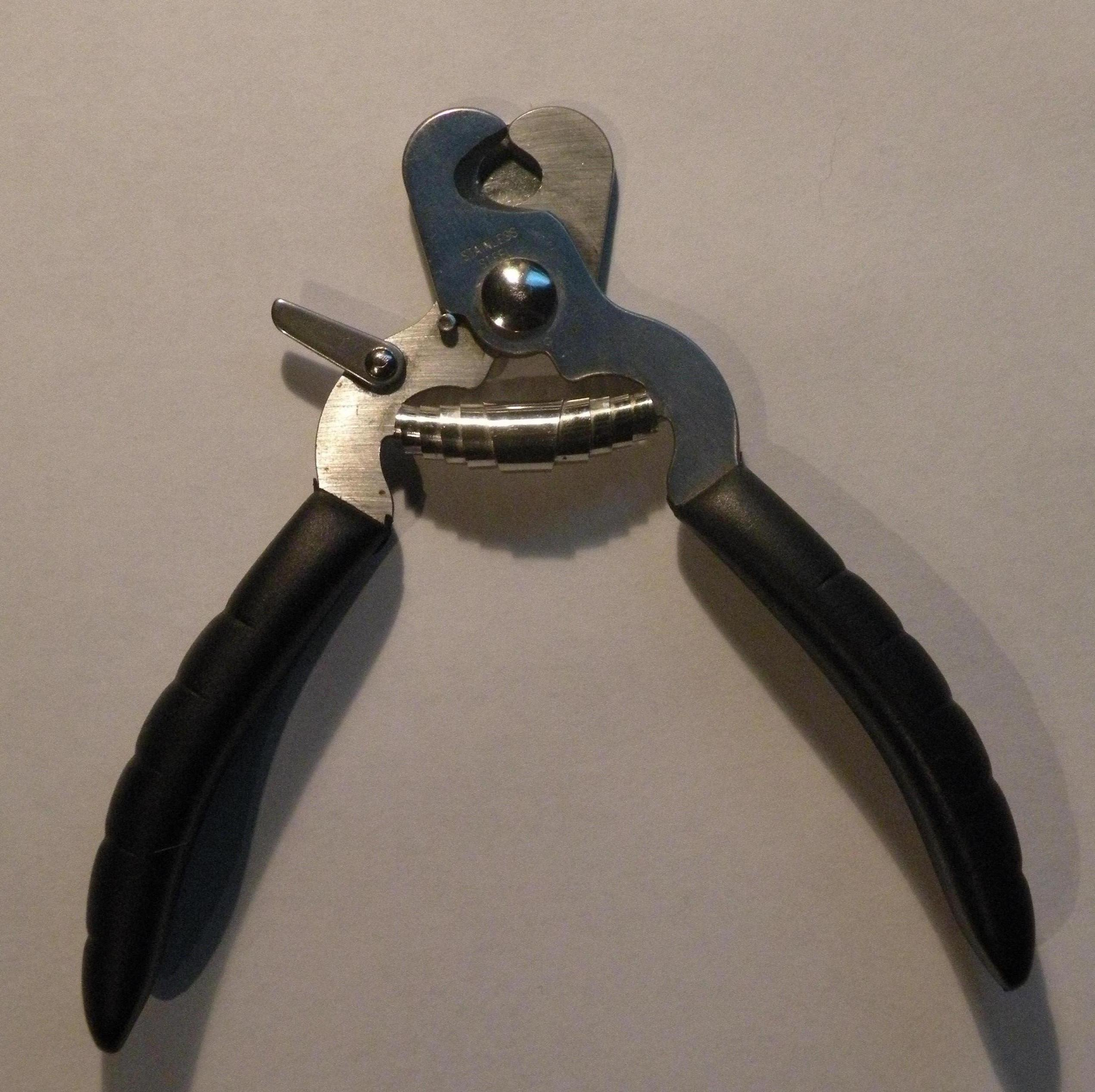
動物用爪切り

扁爪より少し厚く、指趾骨の前半部を覆っている。爪の表面を覆う爪板は前後左右に弓なりに曲がっている。蹄や扁爪より幅が著しく狭く、先端は鋭く尖っているものがあるが、少し丸みがあるものもある。鉤爪の基部の下方部は皮膚の膨らみがある。これは肉球の一種で指球と呼ばれるものである。歩くときにここが地面に付く様に歩行する（趾行）。
一般に地面に引っかけて歩行の助けとする。イヌ科やチーターの場合、常に露出しており、走るときにはスパイクのような役割をすると考えられる。樹上性のものは樹皮などに引っかけることで体を支える。ネコ科には木登りをする種もあるが、頭を下にして降りる時に鉤爪が引っかからない指の向きであり、降りるのは得意でない。
時には天敵などに傷を負わせるなどの役割を持つ。捕食性のものでは、獲物を捕えるための装置として用いる。特にネコ科の動物は捕獲によく用いるが、チーター以外は普段は鉤爪が指先に引っ込むようになっている。これは歩行中に地面に触れることで先端の鋭さが鈍らないための適応だと考えられる。また、爪とぎをして手入れする。「研ぐ」のではなく「さや」を剥がし鋭さを保つ。イヌ科の動物の場合、前足の親指だけはやや上に位置しているので先端は鋭く、獲物を抱え込むときによく使う。
小型の肉食恐竜にも、後肢の特定の爪だけが鉤爪のようによく発達したものがあり、やはり捕獲用に用いられたと思われる。これらは歩行時にはこの指を立て、先端が地面に触れないようにしていたのではないかと考えられている。

### 爪の進化
爬虫類がすべて鉤爪を持つことから見ても、爪の本来の形がこれであると考えられる。哺乳類においても、有袋類や食虫類など、原始的と考えられる群は鉤爪である。したがって、扁爪や蹄を持つものはこのようなものから進化してきたものと考えられる。中には、扁爪や蹄を持ちながら一部に鉤爪を持つものがある。たとえばサル目は扁爪を持つが、キツネザルやロリスなどの原猿類は、いずれもどれか一本の指に鉤爪を残しており、原始的特徴の一つと考えられている。

### 爪のケア
野生動物は、地面を走ったり木に登っているうちに摩耗するため爪のケアは必要ない。しかし、飼育動物では運動量が低下することで伸びてしまうので適切なタイミングで切除を行う必要がある。
狼爪は、イヌなどに見られる親指の痕跡器官で、地面と接触しにくいことから、伸びやすく爪切りをする場合がある。
- 抜爪手術（英語版）（爪切除術、爪の除去手術）
- 爪とぎ（英語版） ‐ ネコなどが木や壁に爪をたてて削る行為。

## 節足動物などの鉤爪

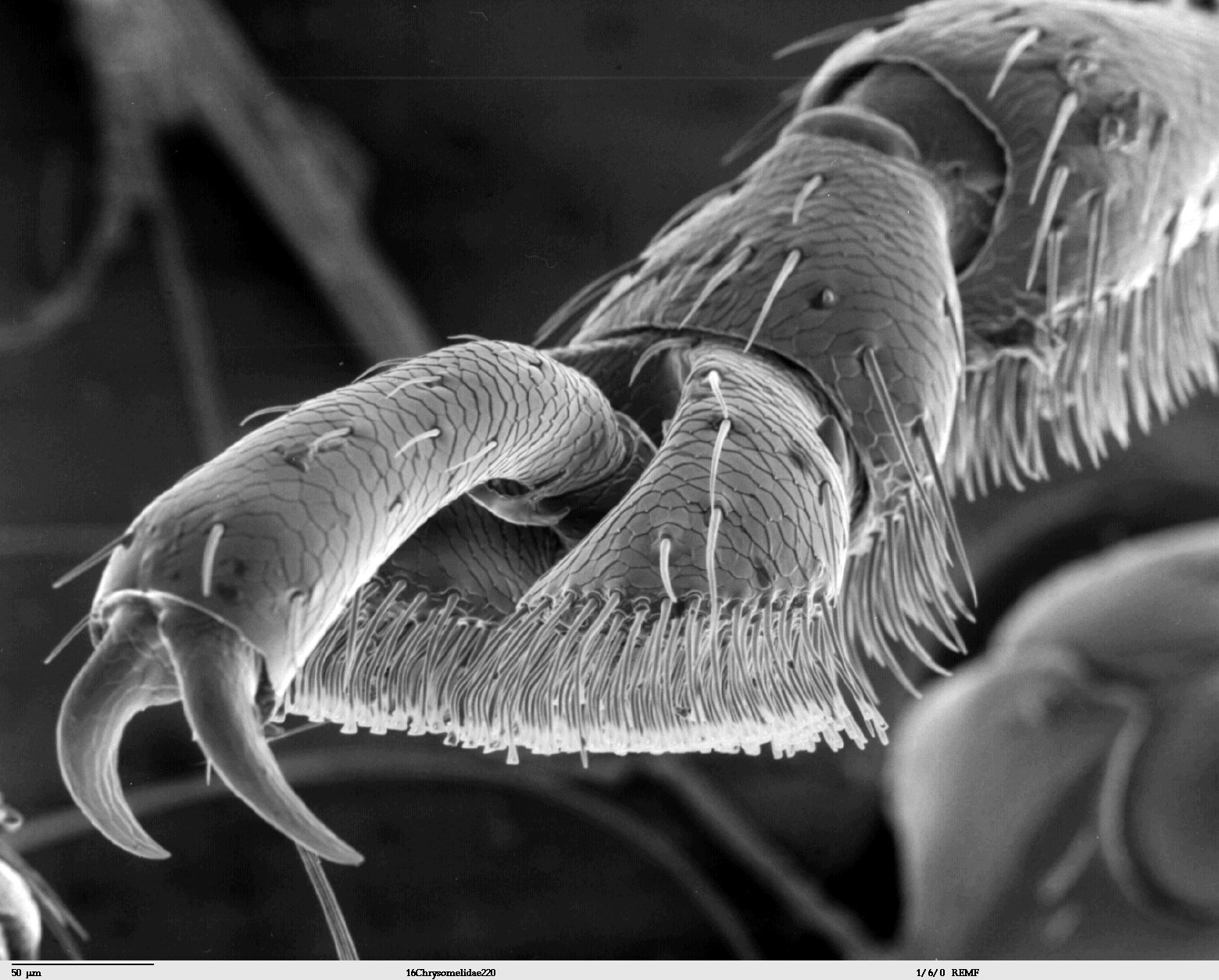
昆虫の跗節と爪

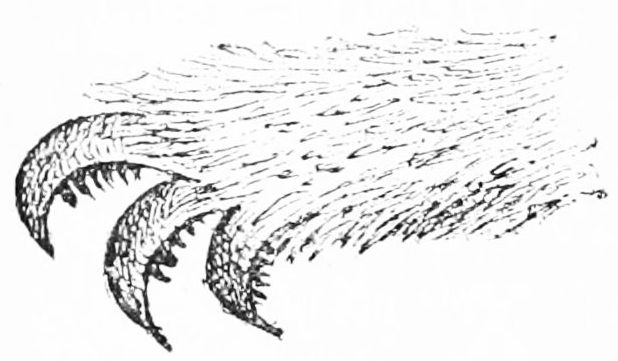
クモの3本の爪

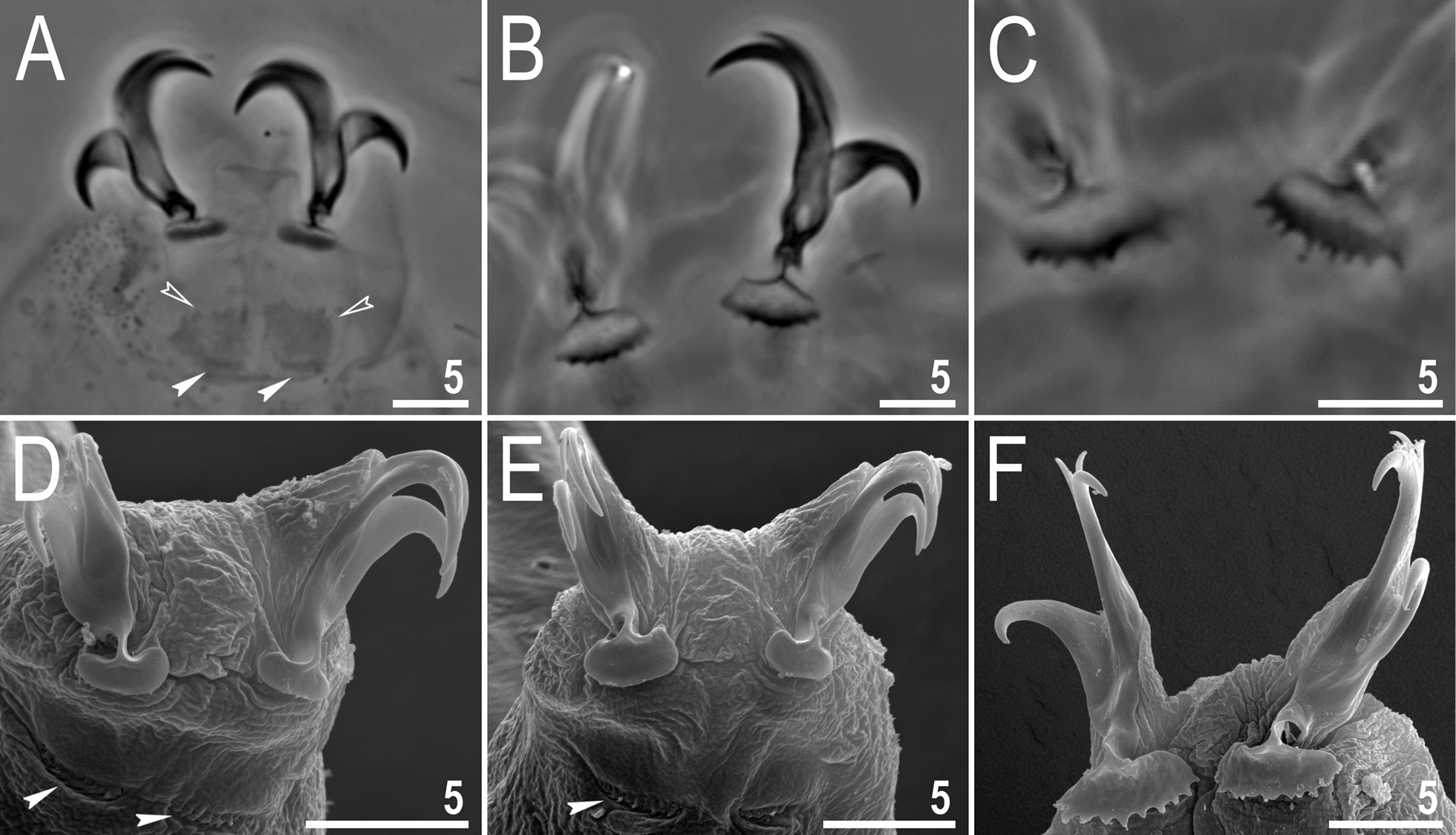
クマムシの枝分かれた爪

昆虫などの節足動物において、付属肢（関節肢）の先端にある鉤状の小突起は鉤爪とも呼ばれる。先端の肢節（跗節 tarsus）にあることから、英語では「tarsal claw」と呼ぶ。体表のクチクラが特に肥厚・伸長したもので、物を引っ掛けるのに便利で移動・攻撃・防御などに用いる。一般的には1本あるいは1対の構造となっているが、クモのように3本あって糸を編むのに用いる例外もある。
節足動物に近縁で、同じく汎節足動物である有爪動物（カギムシ）・緩歩動物（クマムシ）・葉足動物のそれぞれの脚（葉足）の先端にも似たような鉤爪が見られる。これらは原則として1対だが、有爪動物以外では1本や3本以上の例もある。真クマムシ綱の緩歩動物は、1対の鉤爪が二股になって4本に見える。

## 道具としての鉤爪
- 動物の鉤爪を模した道具。詳しくは「鉤」参照。
- ドレッドヘアの手入れをする道具